# Kangur Matematyczny
Kangur Matematyczny – konkurs matematyczny dla uczniów szkół podstawowych i ponadpodstawowych, od klasy drugiej szkoły podstawowej do klas maturalnych w liceach, technikach oraz szkołach branżowych II stopnia.

## Historia
Konkurs wywodzi się z Australii, gdzie został rozpropagowany przez Petera O'Hallorana. W 1990 r. Kangur odbył się po raz pierwszy w Europie i za sprawą francuskich matematyków został rozpropagowany w wielu krajach świata. Konkurs, wzorowany na Narodowym Konkursie Australijskim, został zaproponowany przez Andrégo Deledicqa (profesora matematyki na Uniwersytecie w Paryżu) i Jean-Pierre Boudine’a (profesora matematyki z Marsylii).
Kangur został doceniony przez Francuskie Towarzystwo Matematyczne nagrodą ALEMBERT w 1994 roku w kategorii: najlepszy sposób popularyzacji matematyki.
Francuski model konkursu rozprzestrzenia się dzięki organizacji „Kangur bez granic” (fr. Association Kangorou sans Frontières), od 1995 roku istniejącej pod egidą Rady Europy.
W 2019 r. w Kangurze wzięło udział ponad 6 milionów uczniów z 80 krajów na całym świecie, w tym blisko 377 tysięcy uczestników z Polski.

## Przebieg

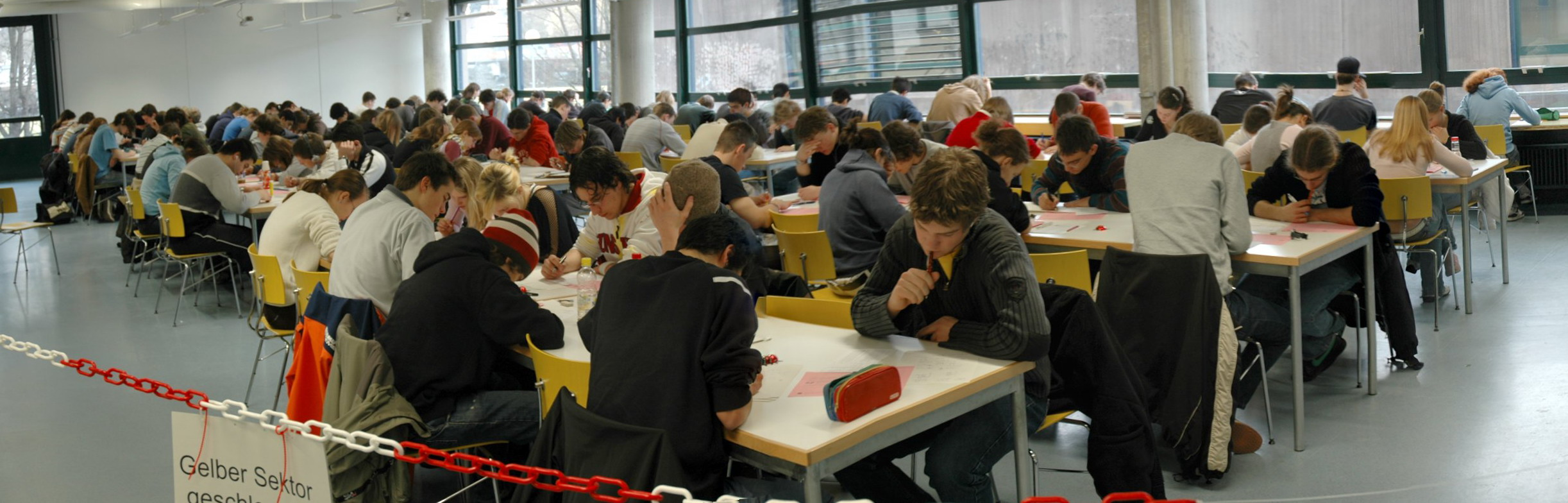
Uczniowie podczas Kangura w Niemczech w 2006

Od 1999 roku, pytania wybierane są przez reprezentantów 37 krajów Europy, Ameryki i Azji na corocznych spotkaniach organizacji „Kangur bez granic”.
Konkurs odbywa się co roku w trzeci czwartek marca. Według organizatorów, główną umiejętnością badaną przez Kangura jest umiejętność myślenia logicznego, a nie czysta wiedza i znajomość wzorów. Kangur jest najpopularniejszym szkolnym konkursem matematycznym. W 2007 r. dołączyły do niego Kanada, Cypr, Ekwador, Grecja, Indie i Kirgistan.
W Polsce głównym organizatorem Konkursu jest Towarzystwo Upowszechniania Wiedzy i Nauk Matematycznych (TUWiNM), przeprowadzające Konkurs pod patronatem Wydziału Matematyki i Informatyki Uniwersytetu Mikołaja Kopernika w Toruniu oraz Polskiego Towarzystwa Matematycznego.
Udział w konkursie jest możliwy po wniesieniu wpisowego (w 2011 r. wynosiło ono 8 zł w „Kangurze”, 6 zł w „Kangurku”). Środki na organizację i nagrody pochodzą z opłat wpisowych uczestników.

## Format[1]
Konkurs przeprowadzany jest w formie 75-minutowego testu jednokrotnego wyboru, składającego się z 30 pytań (wyj.: „Żaczek” – 21 pytań i „Maluch” – 24 pytania), podzielonych na kategorie pytań za 3, 4 i 5 punktów, gdzie koszt punktowy przekłada się na poziom trudności. Liczba zadań na każdym poziomie trudności jest taka sama. W odpowiedziach podanych jest pięć rozwiązań od A do E z tylko jednym poprawnym.
Rozwiązujący otrzymuje odpowiednią liczbę punktów za podanie poprawnej odpowiedzi, 0 punktów za brak rozwiązania, a za błędną odpowiedź lub zaznaczenie więcej niż jednej odpowiedzi odejmowane jest 25% odpowiedniej liczby punktów za dane pytanie (odpowiednio 0,75, 1 i 1,25 w przypadku pytania za 3, 4 i 5 punktów). Każdy uczestnik na początku konkursu otrzymuje 30 punktów („Żaczek” – 21 pkt., „Maluch” – 24 pkt.), więc minimalna końcowa liczba punktów wynosi 0.

### Kategorie
Konkurs rozgrywany jest sześciu kategoriach, które obejmują następujące klasy:
| kategoria  | poziom | liczba zadań | maks. liczba punktów |
| ---------- | --- | ------------ | -------------------- |
| „Żaczek”   | klasy II szkół podstawowych | 21           | 105                  |
| „Maluch”   | klasy III i IV szkół podstawowych | 24           | 120                  |
| „Beniamin” | klasy V i VI szkół podstawowych | 30           | 150                  |
| „Kadet”    | klasy VII i VIII szkół podstawowych dawniej: klasy I i II gimnazjów | 30           | 150                  |
| „Junior”   | klasy I i II liceów (4-letnich) i techników (5-letnich), szkoły branżowe I stopnia dawniej: klasy III gimnazjów, klasy I liceów (3-letnich) i techników (4-letnich), klasy I, II i III zasadniczych szkół zawodowych | 30           | 150                  |
| „Student”  | klasy III i IV liceów (4-letnich), klasy III, IV i V techników (5-letnich), szkoły branżowe II stopnia dawniej: klasy II i III liceów (3-letnich) oraz II, III i IV techników (4-letnich)                            | 30           | 150                  |

W latach 2007–2011 zamiast kategorii „Żaczek” Kangura Matematycznego organizowano bardzo podobny konkurs „Kangurek”. Test „Kangurka” trwał 60 minut i składał się z 18 pytań.

## Nagrody
Opracowywanie wyników i przyznawanie nagród jest regulowane przez organizatorów konkursu w danym kraju. Nagrody są podzielone według 4 rodzajów wyników: wyróżnienia, bardzo dobrego wyniku, laureata, lub wyniku bezbłędnego. Za każdy z nich można otrzymać nagrodę w postaci karty podarunkowej do Empiku. Za wynik bardzo dobry w roku 2016 można było otrzymać kartę o wartości 60 zł. W roku 2017 było to 100 zł. W przypadku laureata lub wyniku bezbłędnego wartość karty wynosi ponad 300 zł.